# Panyerangan
Panyerangan is een bestuurslaag in het regentschap Sampang van de provincie Oost-Java, Indonesië. Panyerangan telt 2223 inwoners (volkstelling 2010).